# Fosse de réception

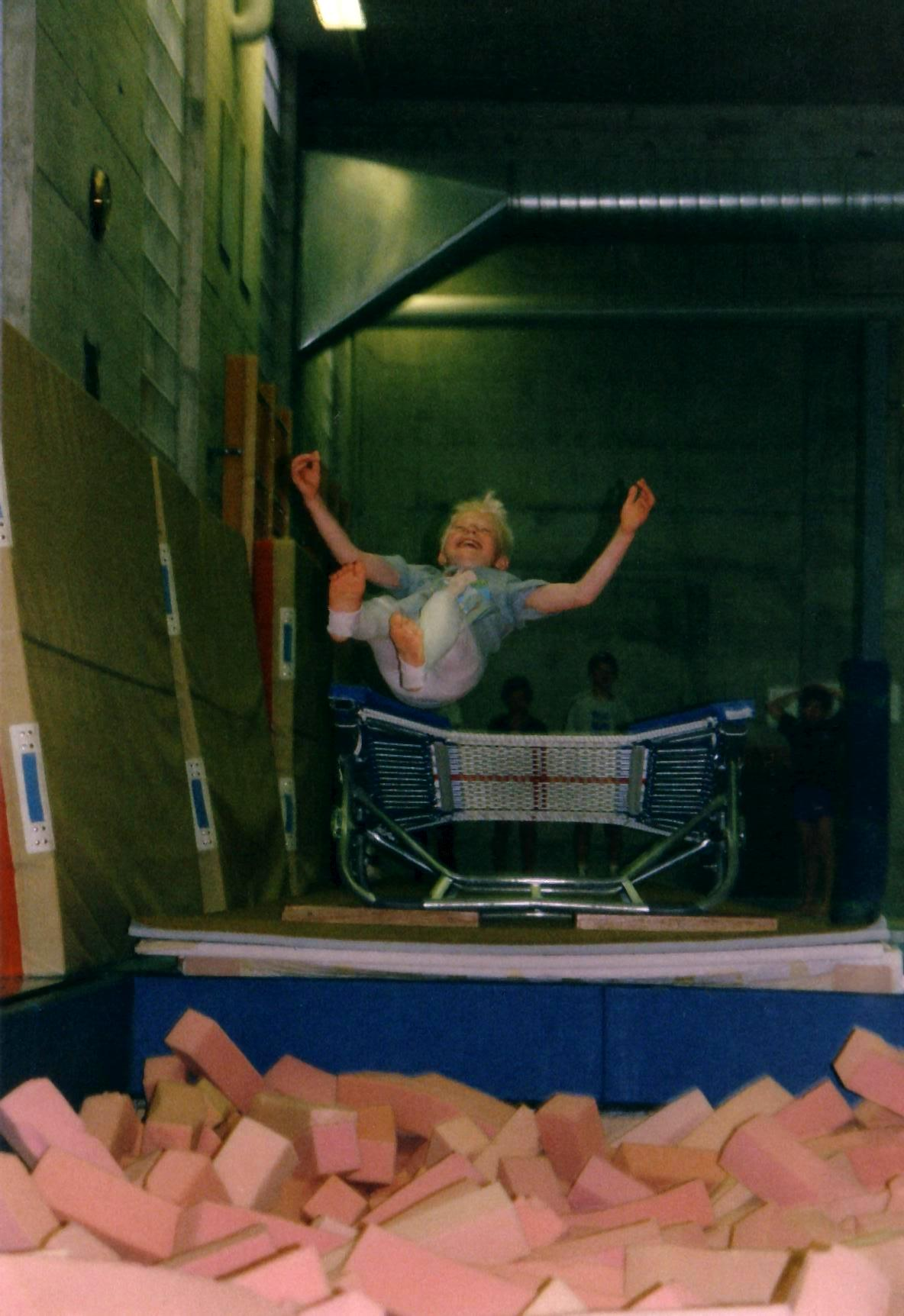
Illustration d'une fosse à mousse lors d'un exercice au mini-trampoline

Une fosse de réception est un équipement creusé dans le sol dans certains gymnases, rempli ou recouvert d'une structure molle (par exemple rempli de cubes de mousse). Ce système permet, en gymnastique artistique, l'entraînement de différentes figures acrobatiques en limitant les risques liés à de mauvaises réceptions au sol.
La fosse à mousse est aussi utilisée dans certains sports pour l'entraînement aux figures de freestyle, notamment par les pilotes de motocross.